# Cetățuia (okręg Bacău)
Cetățuia – wieś w Rumunii, w okręgu Bacău, w gminie Strugari. W 2011 roku liczyła 291 mieszkańców.